# Micromyzella jos
Micromyzella jos är en insektsart. Micromyzella jos ingår i släktet Micromyzella och familjen långrörsbladlöss. Inga underarter finns listade i Catalogue of Life.